# Parafia św. Michała Archanioła w Altei
Parafia św. Michała Archanioła – parafia prawosławna w Altei pozostająca od powstania do 2004 w jurysdykcji Zachodnioeuropejskiego Egzarchatu Parafii Rosyjskich, a następnie Rosyjskiego Kościoła Prawosławnego. 
Parafia powstała z inicjatywy rodziny Bocków, rosyjskich imigrantów z Rostowa nad Donem, przybyłych w 1996 do Altei. Rodzina ta natychmiast rozpoczęła starania o rejestrację parafii, mimo że w mieście nie było żadnych innych prawosławnych pochodzenia rosyjskiego. Z powodu braku odpowiedzi od patriarchatu moskiewskiego placówka duszpasterska, obsługiwana przez kapłana rosyjskiego, ostatecznie powstała w jurysdykcji patriarchy Konstantynopola, w której pozostawała do 2004. 
W 2007 została otwarta cerkiew parafialna – pierwsza wolno stojąca cerkiew w Hiszpanii początkowo podlegająca patriarsze Moskwy (stauropigialna), obecnie w eparchii hiszpańsko-portugalskiej.